# 京都連隊区
京都連隊区（きょうとれんたいく）は、大日本帝国陸軍の連隊区の一つ。前身は京都大隊区である。当初は京都府の一部、後に同府全域の徴兵・召集等兵事事務を取り扱った。奈良県・滋賀県の一部を管轄した時期もあった。実務は京都連隊区司令部が執行した。1945年（昭和20年）、同域に京都地区司令部が設けられ、地域防衛体制を担任した。

## 沿革
1888年（明治21年）5月14日、大隊区司令部条例（明治21年勅令第29号）によって京都大隊区が設けられ、陸軍管区表（明治21年勅令第32号）により京都府・奈良県の一部が管轄区域に定められた。第4師管第7旅管に属した。この時、京都府の残り区域は宮津大隊区に属していた。
1896年（明治29年）4月1日、京都大隊区は連隊区司令部条例（明治29年勅令第56号）によって連隊区に改組され、旅管が廃止となり第4師管に属した。
1903年（明治36年）2月14日、改正された「陸軍管区表」（明治36年勅令第13号）が公布となり、再び旅管が採用され連隊区は第4師管第19旅管に属した。
日本陸軍の内地19個師団体制に対応するため陸軍管区表が改正（明治40年9月17日軍令陸第3号）となり、1907年（明治40年）10月1日、奈良連隊区などを創設し、管轄区域の大幅な変更が実施され、第16師管第19旅管に属した。
1925年（大正14年）4月6日、日本陸軍の第三次軍備整理に伴い陸軍管区表が改正（大正14年軍令陸第2号）され、同年5月1日、旅管は廃され引き続き第16師管の所属となり、大津連隊区が廃止され管轄区域が大幅に変更された。
1940年（昭和15年）8月1日、京都連隊区は中部軍管区京都師管に属することとなった。1941年（昭和16年）11月1日、福知山連隊区が廃止され、管轄区域が京都府全域となった。
1945年には作戦と軍政の分離が進められ、軍管区・師管区に司令部が設けられたのに伴い、同年3月24日、連隊区の同域に地区司令部が設けられた。地区司令部の司令官以下要員は連隊区司令部人員の兼任である。同年4月1日、京都師管は京都師管区と改称された。

## 管轄区域の変遷
1888年5月14日、陸軍管区表（明治21年勅令第32号）が制定され、京都大隊区の管轄区域が次のとおり定められた。
- 京都府

上京区・下京区・愛宕郡・葛野郡・乙訓郡・紀伊郡・宇治郡・久世郡・相楽郡・綴喜郡
- 奈良県

添上郡・添下郡・広瀬郡・平群郡・式上郡・式下郡・宇陀郡・山辺郡・十市郡・高市郡・葛上郡・葛下郡・忍海郡
1896年4月1日、連隊区へ改組された際に管轄区域の変更はなかったが、同年12月、郡制施行による郡の統廃合により陸軍管区表が改正され、1897年4月1日に、奈良県区域の添下郡・平群郡を生駒郡に、広瀬郡・葛下郡を北葛城郡に、式上郡・式下郡・十市郡を磯城郡に、葛上郡・忍海郡を南葛城郡に変更した。変更後の管轄区域は以下のとおり。
- 京都府

※変更なし
- 奈良県

添上郡・生駒郡・北葛城郡・磯城郡・宇陀郡・山辺郡・高市郡・南葛城郡
1903年（明治36年）2月14日、管轄区域に奈良県奈良市を追加した。
1907年10月1日、奈良連隊区などが新設されたことに伴い、管轄区域が陸軍管区表（明治40年9月17日軍令陸第3号）により次のとおり定められた。京都府北桑田郡・南桑田郡・船井郡を福知山連隊区から編入し、奈良県区域を奈良連隊区へ移管した。
- 京都府

上京区・下京区・愛宕郡・宇治郡・綴喜郡・相楽郡・北桑田郡・葛野郡・乙訓郡・紀伊郡・久世郡・南桑田郡・船井郡
1915年（大正4年）9月13日、北桑田郡・南桑田郡・船井郡を福知山連隊区へ移管した。
1925年5月1日、陸軍管区表の改正に伴い大津連隊区が廃止され、旧大津連隊区から滋賀県大津市・滋賀郡・栗太郡・野洲郡・甲賀郡・蒲生郡を、敦賀連隊区から神崎郡を編入した。また、京都府葛野郡・乙訓郡を福知山連隊区へ移管し、また、上京区・下京区を京都市に変更して、管轄区域は次のように形成された。
- 京都府

京都市・愛宕郡・紀伊郡・久世郡・宇治郡・綴喜郡・相楽郡
- 滋賀県

大津市・滋賀郡・栗太郡・野洲郡・甲賀郡・蒲生郡・神崎郡
1931年（昭和6年）1月1日、管轄区域に京都府伏見市を加え、1932年（昭和7年）5月20日、京都市・伏見市・紀伊郡を京都市に変更した。
1941年4月1日、大津連隊区が設置され管轄区域が変更となり、滋賀県区域を大津連隊区へ移管した。変更後の管轄区域は次のとおり。
- 京都府

京都市・愛宕郡・久世郡・宇治郡・綴喜郡・相楽郡
1941年11月1日、福知山連隊区が廃止され、その旧管轄区域を編入し京都府全域を管轄した。

## 司令官
京都大隊区
- （心得）飯倉好察 歩兵大尉：1888年5月14日 -

京都連隊区
- 井上正永 歩兵中佐：1899年1月1日 - 1902年9月30日
- 吉弘鑑徳 歩兵中佐：1902年9月30日 - 1903年7月31日
- 宇津木岩吉 歩兵少佐：1903年8月7日 -
- 宮川茂三 歩兵中佐：1906年2月5日 - 1909年5月29日
- 高倉永則 歩兵中佐：1913年8月22日 - 1916年11月15日
- 安芸晋 歩兵大佐：1916年11月15日 - 1918年7月16日[15]
- 広瀬季彦 歩兵大佐：1918年7月16日[16] - 1922年8月15日[17]
- 杉原秀太 歩兵大佐：1922年8月15日[17] - 1923年8月6日[18]
- 山本芳輔 歩兵大佐：1923年8月6日[18] -
- 高田友助 歩兵大佐：1926年3月2日[19] - 1928年3月8日[20]
- 石井嘉穂 歩兵大佐：1936年8月1日 - 1937年8月14日[21]
- 木村直樹 歩兵大佐：1939年12月20日[22]-
- 西田祥実 陸軍少将：1941年9月19日 - 1942年12月1日[23]
- 木村直樹 予備役陸軍少将：1944年6月21日[24] -

京都連隊区兼京都地区司令官
- 木村直樹 予備役陸軍少将：1945年3月31日[25] -